# Novi Žednik
Novi Žednik (en serbe cyrillique : Нови Жедник ; en hongrois : Újfény) est une localité de Serbie située dans la province autonome de Voïvodine et sur le territoire de la Ville de Subotica, district de Bačka septentrionale. Au recensement de 2011, elle comptait 2 371 habitants.
Novi Žednik est officiellement classé parmi les villages de Serbie.

## Démographie

### Évolution historique de la population
| 1948  | 1953  | 1961  | 1971  | 1981  | 1991  | 2002  | 2011  |
| ----- | ----- | ----- | ----- | ----- | ----- | ----- | ----- |
| 3 633 | 3 735 | 3 909 | 3 435 | 3 195 | 2 932 | 2 848 | 2 371 |

|  |

## Transport
- Route nationale 22 (Serbie)